# Hatena? no Daibōken: Adventure Quiz 2
Hatena? no Daibōken: Adventure Quiz 2 (ハテナ?の大冒険) est un jeu vidéo de quiz, développé et commercialisé par Capcom. Il est sorti en novembre 1990 sur système d'arcade Mitchell,.

## Série
1. Capcom World: Adventure Quiz
2. Hatena? no Daibōken: Adventure Quiz 2
3. Capcom World 2: Adventure Quiz